# 北海道道353号美沢上富良野線

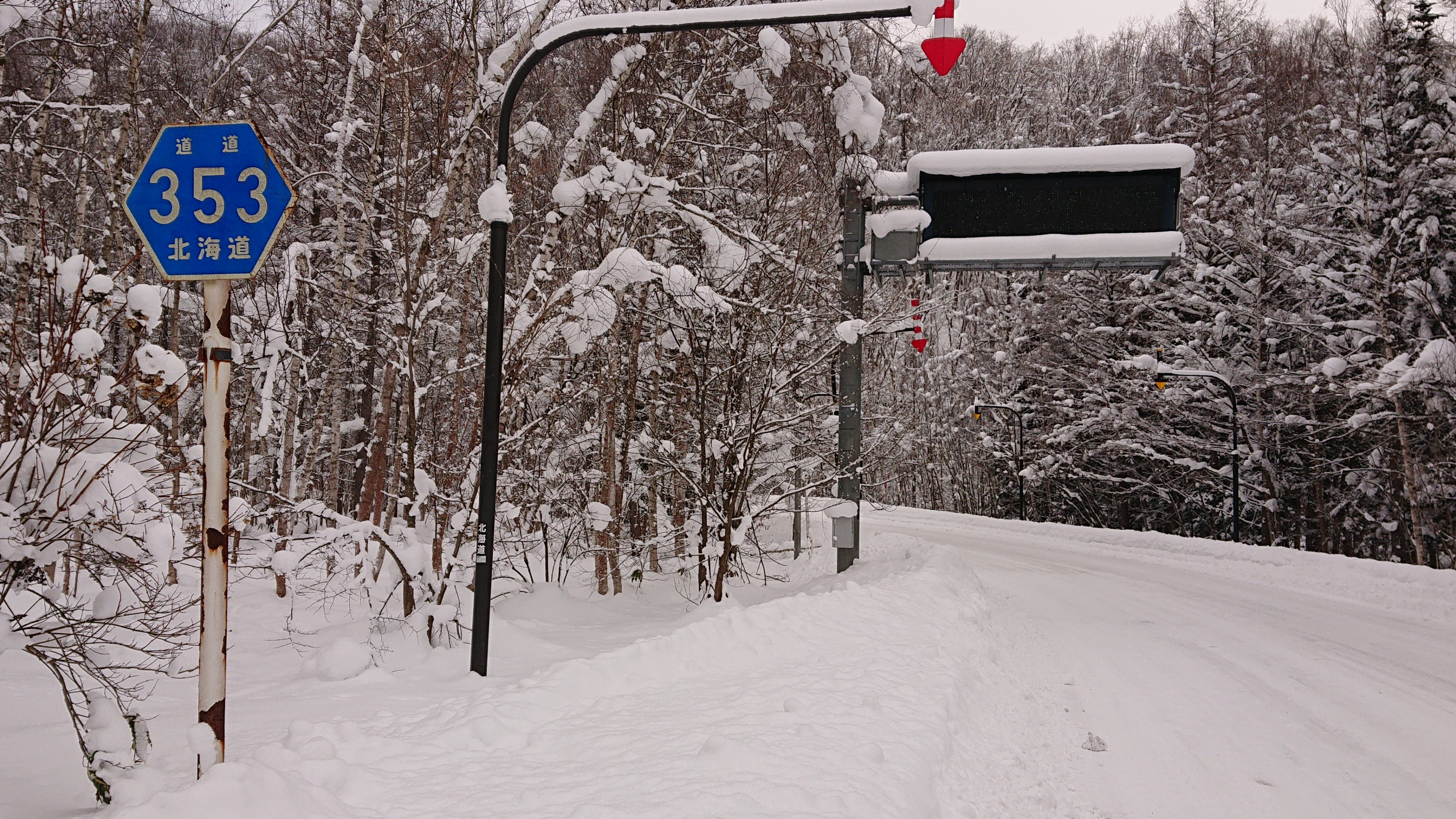
北海道道353号美沢紙富良野線（美瑛町白金）

北海道道353号美沢上富良野線（ほっかいどうどう353ごう みさわかみふらのせん）は、北海道上川郡美瑛町と空知郡上富良野町を結ぶ一般道道（北海道道）である。

## 概要

### 路線データ
- 起点：北海道上川郡美瑛町字白金（北海道道966号十勝岳温泉美瑛線交点）
- 終点：北海道空知郡上富良野町西2線北（北海道道291号吹上上富良野線交点）
- 路線延長：14.4km（実延長）

## 歴史
- 1961年（昭和36年）3月31日 - 路線認定[1]。

## 地理
富良野川（＝空知川支流）の支流ピリカフラヌイ川に沿って走る。

### 通過する自治体
- 上川総合振興局
  - 上川郡美瑛町 - 空知郡上富良野町

### 交差する道路
美瑛町
- 北海道道966号十勝岳温泉美瑛線 - 白金（起点）

上富良野町
- 北海道道291号吹上上富良野線 - 西2線北（終点）

### 沿線にある施設など
美瑛町
- しろがねダム（オヤウンナイ川） - 美沢

上富良野町
- 日新ダム（ピリカフラヌイ川） - 細野牧場